# Marian Mitea
Marian Mitea (n. 20 noiembrie 1943, Giurgiu) este un compozitor, dirijor și profesor român, stabilit în Belgia. Este membru al SABAM (Societatea pentru drepturile de autor ale compozitorilor, autorilor și editorilor din Belgia) și al Uniunii Compozitorilor belgieni.
A compus muzică de cameră și muzică corală.

## Educație
A absolvit cursurile primare și gimnaziale în Giurgiu.
A urmat Colegiul Național „Ion Maiorescu” din Giurgiu, unde a fost remarcat și îndrumat ca dirijor secund al corului școlar de către maestrul muzician Victor Karpis.
Și-a continuat studiile muzicale la Conservatorul de Muzică „Ciprian Porumbescu” din București, de unde a absolvit în 1966 ca șef de promoție.
În 1972 s-a stabilit în Belgia, unde și-a definitivat studiile la Conservatorul Regal din Mons.

## Activitate
După efectuarea serviciului militar, a fost profesor de ritmică, solfegii și istoria muzicii la Liceul de Muzică și Arte Plastice din Constanța, apoi la Giurgiu, în cadrul Școlii de Muzică și Arte Plastice.
A creat grupul muzical „Choralya”, compus din elevii săi, cu care a organizat concerte și înregistrări radio și TV.
A fost secretar al Agenției Române de Impresariat Artistic, apoi s-a angajat în Direcția Muzicii din Ministerul Culturii la București.
Începând cu 1972, anul stabilirii definitive în Belgia, a făcut parte din Corul Radiofuziunii belgiene, la Bruxelles. Între 1977-1999 a fost asistent la Conservatorul din Bruxelles, iar din 1980 a fost director al Academiei de Muzică din Woluwe-Saint-Pierre, până la pensionare în 2009. Este director onorific al Academiei de Muzică din Woluwe-Saint-Pierre.
Din 1998 a fost profesor și la Conservatorul Regal din Mons,. Din 1976 face parte din SABAM, iar din 1986 este membru în Uniunea compozitorilor belgieni.
În 1999 a înființat Sammartini Choir and Consort, un cor cu repertoriu din muzica clasică internațională, ce aparține Academiei de Muzică, Dans și Artă Dramatică din Woluwe-Saint-Pierre. Alături de corul Sammartini a susținut un concert în Ruse și unul în Giurgiu, împreună cu Orchestra Filarmonicii din Ruse și Corul „San Giorgio” din Giurgiu, în anul 2011.
În 2008 a participat, în perioada 24-28 martie, la un schimb cultural între Academia de Muzică din Bruxelles si Scoala de Muzică și Arte Plastice din Giurgiu.
A făcut parte din juriul unor concursuri internaționale, precum: Concursul Internațional de Dirijat Operă „Black Sea” de la Constanța în 2015 și în 2016, Concursul internațional pentru dirijorii de operă organizat la Teatrul Național de Operă și Balet "Oleg Danovski" în 2015.

## Opere

### Muzică vocală
- La cygale et la fourmi - sur la fable de La Fontaine (1970)
- 3 chansons pour voix moyenne et piano sur des poemes de Jaques Prevert (1974)
- suite chorale sur de motifs roumains pour 4 voix mixtes (1975)
- jusqau'â l'etoile - sur des poemes de M. Eminescu (trad. M. Steniade), 4 voix mixtes (1975)
- Le lac
- Ode
- Jeunesse - sur un poeme d'Anna de Noailes
- Sur les cimes - 4 voix mixtes, 3 cors et piano / M. Eminescu (trad. M. Steniade), 1978
- 3 tables pour choccur a 2 voix egales et orchestre sur des poemes d'Alex Schierer (1984)
- 6 melodies populaires roumaines pour voix et piano

### Muzică instrumentală
- Sonate - pour cor et piano (1975)

- Elegie et Rondeau - pour guitare solo (1976)
- Capriccio - pour lessons solo (1977)
- Sonate - pour flaute, hautbois et clarinette (1978)
- Suite - pour quatour de clarinettes (1979)
- Essal - pour violon et piano (1979)
- Trois mouvements - pour quatores des cors (1979)
- A petit pas pour timbales et piano (1980)
- Attente - pour quatours de violoncelles (1980)
- Jeu, cante, danse, paysanne, Toccatina - pour piano
- Esquisse - pour piano solo (1982)
- Concertino - pour 2 pianos et orchestre a cordes (1984)
- Sylogisme - pour flaute, hautbois, clarinette, cor, trompette et piano (1985)
- Musique de scene pour Mauricette aux champs, spectacle pour enfants (1985)
- Syntagme - pour piano solo (1986)
- Enfance - sur de poemes d'Arthur Rimbaud - pour quatour a cordes et recitant (1991)
- Concerto - pour clarinette, hautbois et orchestre a cordes (1993)

## Premii
În perioada cursurilor urmate la Conservatorul Regal din Mons a fost distins cu Premiul I la solfegii și Premiul I la canto.
În 2006 a primit titlul de Cetățean de Onoare al Municipiului Giurgiu, pentru merite deosebite în promovarea relațiilor româno-belgiene.